# Asso (związek artystów)
Asso lub ARBKD (Assoziation Revolutionärer Bildender Künstler, niem. Zjednoczenie Artystów Rewolucyjnych) – zjednoczenie artystów założone w 1928 roku w Berlinie i Dreźnie, do którego należeli głównie ultralewicowi członkowie powstałej w 1924 grupy Die Abstrakten.
Przewodniczącym Asso, do którego należeli oprócz artystów również graficy użytkowi i fotograficy, był Max Keilson. Członkowie grupy preferowali sztukę partyjną, realistyczną i przykładali wielką wagę do agitacji politycznej. Wiodącą osobowością był Oskar Nerlinger. Grupa Die Abstrakten istniała nadal wewnątrz Asso tworząc kierunek przedmiotowo-konstruktywistyczny o socjalnej podbudowie.
Pierwsza wystawa Asso odbyła się w 1929 w berlińskim Europahaus. Grupa drezdeńska (ponad 30 członków), kierowana była w 1930 przez Herberta Gute. należeli do niej m.in. Lea i Hans Grundig, Fritz Skade i Curt Querner.
Również w innych miastach niemieckich powstawały podobne grupy. W Lipsku (ok. 30 członków) szczególną troską otaczano twórczość amatorów. W 1932 r. Konferencja Krajowa Asso zdecydowała o zmianie nazwy na Bund Revolutionärer Bildender Künstler (BRBKD) – Związek Rewolucyjnych Artystów Niemieckich. W 1932 r. jego członkowie wzięli udział w wielkiej berlińskiej wystawie sztuki, ale ich obrazy zostały przez policję usunięte, choć udało się te prace jednak pokazać na wystawie specjalnej. W tym czasie stowarzyszenie liczyło 400–500 członków. Na skutek zmian politycznych w 1933 (dojście Hitlera do władzy) działalność związku została zabroniona, a część działaczy przeszła do podziemia.